# Симо Шишков
Симеон (Симо) Д. Шишков е български революционер, деец на Вътрешната македоно-одринска революционна организация.

## Биография
Симо Шишков е роден в леринското село Горно Върбени (Екши Су), тогава в Османската империя. Присъединява се към ВМОРО, но през 1903 година е арестуван и заточен в Мала азия заедно със свещеник Георги Василев от Лерин, войводата Алеко Джорлев и Благой Симеонов от Битолски Демир Хисар.
През Балканската война е доброволец в Македоно-одринското опълчение в четата на Пандил Шишков.
През май 1941 гръцката администрация в Екши Су е заменена на общоселско събрание с българска и е избран кмет българин. В общинския съвет влизат Кирил Ляпчев, Борис Попов, Симо Шишков, Павел Драгнев, Георги Райков, Миро Гершанов, Михаил Хаджикиров, Благой Туранджов, Ташо Веляшков, Кирил Панчев.